# Бухара — Урал
Газопровод «Бухара — Урал» — российский газопровод, проходящий из Узбекистана, через Казахстан в Россию. Газопровод контролируется и обслуживается Газпромом.
Длина газопровода более 4 500 км, 17 компрессорных и 22 газораспределительные станции. Пропускная мощность - 8 млрд. куб. м газа в год.
Уникальность проекта в том, что здесь впервые в СССР использовались в основном отечественные трубы диаметром 1 020 мм — до этого максимальный диаметр составлял 820 мм.

## История
К началу 1960-х годов промышленность Урала остро нуждалась в топливе. Было подсчитано, что только промышленным центрам Урала потребуется ежегодно более 41 млн т дальнепривозного угля. Газ позволял вдвое сократить эту потребность.
В 1962 году началось проектирование уникального по тем временам газопровода. Предполагалось, что трубопровод принесёт газ тридцати трём городам Урала, в числе которых Магнитогорск, Челябинск, Свердловск, Нижний Тагил, Орск и другие.